# Thanh Quân
Thanh Quân là một xã thuộc huyện Như Xuân, tỉnh Thanh Hóa, Việt Nam.
Xã có diện tích 40,15 km², dân số năm 1999 là 4534 người, mật độ dân số đạt 113 người/km².